# 世纪雷神
世纪雷神，全称北京世纪雷神数码科技有限公司，是中国大陆的一家游戏相关的公司。该公司1999年时已挂牌营业，但官网自称于2003年成立；公司于2004年被吊销营业执照。

## 历史
- 2001年，世纪雷神推出《冠军足球经理》（3.960版）的完全汉化版。同年，天人互动也推出了同一部《冠军足球经理》（3.965版），随后天人互动发表声明称天人互动为《冠军足球经理》在中国大陆的唯一合法授权出版发行商，对推出各种盗版《冠军足球经理》的公司会依法予以严惩。但由于2002年天人互动开始筹备进军网络游戏，因此“《冠军足球经理》盗版”一事不了了之。世纪雷神则不停更新《冠军足球经理》的各种版本。[1]
- 2002年9月，由于创意鹰翔（《碧血晴天：冰雪传奇》的开发公司）在2002年8月宣布终止与世纪雷神的《冰雪传奇》经销代理协议，世纪雷神将创意鹰翔告上法庭，同时创意鹰翔又对世纪雷神提起反诉。2002年10月22日，北京市海淀区人民法院做出判决，世纪雷神与创意鹰翔签订的代理发行协议无效，驳回世纪雷神的诉讼请求以及创意鹰翔的反诉请求。[1]
- 2003年4月，网络上出现世纪雷神签约《反恐精英1.6》的新闻，被奥美电子（《反恐精英》代理方）否认。4月28日，世纪雷神总经理崔悦称该消息是“公司一位基层员工的失误”，把世纪雷神签下的类似游戏《胜利之日》当成《反恐精英1.6》。[1]
- 2003年10月，在东京电玩展上，世纪雷神便就引进《实况足球7》一事与日本KONAMI接触，对方回应要求找香港KONAMI。11月，世纪雷神与香港KONAMI进行引进版权协商，香港KONAMI要求不能对游戏进行任何改动，而世纪雷神难于接受，后香港KONAMI建议以“成品引进”的方式引进《实况足球7》，后世纪雷神与KONAMI香港代理商网乐环球交谈并于2004年1月签约同时交付订金。按照成品引进规定，世纪雷神需要将产品送至中国图书进出口集团进行审批，但中国图书进出口集团的批示为必须进行相应的改动才能批准，与世纪雷神和网乐环球之间的合同相悖。后世纪雷神通过内地一家出版社进行压盘生产。[1]
- 2004年6月16日，北京市工商局接到KONAMI举报，称世纪雷神未经委托人许可，擅自冠以委托人的名称生产销售《实况足球：胜利十一人》，并在其网站上使用“KONAMI”字样。6月16日，北京市工商行政管理局海淀分局对北京市场假冒盗版软件进行突击检查。查获《实况足球：胜利十一人》软件47套，销售协议一份，商品出库单2册，世纪雷神销售商品的发货记帐单。[2]2004年6月24日，世纪雷神否认盗版行为，指责KONAMI利用合约漏洞达到KONAMI目的并损毁世纪雷神的声誉及利益。[3]
- 2004年8月3日，新闻出版总署称，由于世纪雷神未经批准违法引进《实况足球7》、《冠军足球经理》出版、发行，被北京新闻出版局立案查处，并吊销世纪雷神的营业执照，交司法机关追究责任。[1]

## 代理游戏
世纪雷神在中国大陆曾经代理发行的游戏包括：
- 《碧血晴天》
- 《胜利之日》
- 《神话3：苍狼时代（英语：Myth III: The Wolf Age）》
- 《欧洲冠军杯01-02》
- 《星际三国》
- 《贸易帝国（英语：Trade Empires）》
- 《钢铁精英——坦克狙击手（英语：Panzer Elite）》
- 《魔法门VIII：毁灭者之日》
- 《工业大亨（英语：Industry Giant）》
- 《沙丘》
- 《快乐足球2002》[4]
- 《危机最前线（英语：Hidden & Dangerous）》
- 《危机最前线2（英语：Hidden & Dangerous 2）》
- 《危机最前线——为自由而战》[5]
- 《奥妮》[6]
- 《团队作战（英语：U.S. Special Forces: Team Factor）》[7]
- 《活祭（英语：Sacrifice (video game)）》[8]
- 《新方世玉》[9]
- 《突袭2》[10]

### 争议
以下列出世纪雷神与其它公司产生商业纷争但世纪雷神实际进行销售的作品。
- 《碧雪情天：冰雪传奇》
- 《冠军足球经理》
- 《实况足球7》